# Antonio Díaz-Miguel
Antonio Díaz-Miguel Sanz (* 6. Juli 1933 in Alcázar de San Juan, Spanien; † 21. Februar 2000 in Madrid) war ein spanischer Basketballspieler und -trainer. Bekanntheit erlangte er insbesondere für seine Arbeit als Trainer der spanischen Basketballnationalmannschaft, ein Amt, das er 27 Jahre lang ausübte. Für seine außergewöhnlichen Leistungen im Dienst des Basketballsports wurde er 1997 in die Naismith Memorial Basketball Hall of Fame und 2007 in die FIBA Hall of Fame aufgenommen.

## Laufbahn

### Spieler
Antonio Díaz-Miguel begann während seiner Schulzeit im Madrider Instituto Ramiro de Maeztu mit dem Basketballsport und war hier an der Gründung des Klubs CB Estudiantes beteiligt, von 1950 bis 1958 war er in der ersten Mannschaft aktiv. Im Jahr 1958 wechselte er zum Lokalrivalen Real Madrid, mit denen er in den Saisons 1959/60 und 1960/61 jeweils das Double aus Meisterschaft und Pokal gewinnen konnte.
Zur Saison 1961/62 übersiedelte Antonio Díaz-Miguel nach Bilbao und spielte für den örtlichen Verein Club Águilas de Bilbao während er sein Studium in Ingenieurwissenschaften absolvierte. Im Jahr 1963 beendete er seine aktive Laufbahn und wechselte auf die Trainerbank.

#### Nationalmannschaft
Zwischen 1952 und 1959 bestritt Antonio Díaz-Miguel 26 Spiele für die spanische Nationalmannschaft. Mit seinem Land gewann er die Goldmedaille bei den Mittelmeerspielen 1955 in Barcelona und Silber 1959 in Beirut.

### Trainer
Antonio Díaz-Miguel wechselte im Jahr 1963 bei Club Águilas de Bilbao auf die Trainerbank. Nach zwei Saisons übernahm er auf Empfehlung den berühmten Basketballfunktionärs Raimundo Saporta den Posten als Chefcoach der spanischen Nationalmannschaft. Die Landesauswahl, die, trotz wachsender Popularität des Basketballsports im Land, seit der Silbermedaille bei der ersten Europameisterschaft 1935 nur bei Mittelmeerspielen Erfolge feiern konnte, sollte Díaz-Miguel sukzessive zu einer festen Größe im internationalen Basketball formen. Im Jahre 1968 qualifizierte er die Mannschaft zum erst zweiten Mal für die Olympischen Spiele, ein Turnier, das man auf dem 7. Platz beenden konnte. Der erste große Erfolg sollte bei der Europameisterschaft 1973 gelingen. Die Mannschaft erreichte das Halbfinale, wo sie sich sensationell mit 80:76 gegen die UdSSR durchsetzen konnte, das Team der Sowjetunion hatte bis zu diesem Zeitpunkt acht Europameisterschaften in Folge gewonnen und war seit 1969 bei kontinentalen Endrundenturnieren unbesiegt. Im Finale scheiterten die Spanier jedoch mit 78:67 an der von Krešimir Ćosić und Dražen Dalipagić angeführten Auswahl Jugoslawiens. Bei den Iberern bestachen insbesondere Wayne Brabender, der zum MVP des Turniers gewählt wurde, und Francesc Buscató, der sein letztes Turnier für Spanien bestritt. Die Silbermedaille war zwar die Zweite in der Geschichte, jedoch die erste Podiumsplatzierung seit 38 Jahren. Bei der Weltmeisterschaft 1974 gelang den Spaniern mit dem fünften Endrang das bis dahin beste Resultat.
Die erfolgreichste Epoche unter Trainer Díaz-Miguel sollte in den 1980er Jahren beginnen. Angeführt von Spielern wie Fernando Martín, Juan Antonio San Epifanio genannt „Epi“, Fernando Romay, Andrés Jiménez, Iturriaga oder Juan Antonio Corbalán bestritten die Spanier bei der Weltmeisterschaft 1982 ein starkes Turnier, besiegten in der Gruppenphase sensationell die von Doc Rivers angeführte Mannschaft der USA mit 109:99 und erreichten schlussendlich die Finalrunde, wo die Iberer im Spiel um Platz drei mit 117:119 an Jugoslawien scheiterten. Auch bei der EM 1983 setzten die Spanier ihren Erfolgslauf fort, besiegten in der Gruppenphase unter anderem Jugoslawien und erreichten somit das Halbfinale, wo die Iberer mit 95:94 gegen die UdSSR gewannen. Im Endspiel scheiterte die Nationalmannschaft mit 96:105 an Italien, mit Dino Meneghin, Pierluigi Marzorati und Antonello Riva in ihren Reihen. Juan Antonio Corbalán wurde für seine herausragenden Leistungen zum MVP des Turniers gewählt und Juan Antonio San Epifanio war Teil des All-Tournament Teams.
Der größte Erfolg unter Trainer Díaz-Miguel sollte bei den Olympischen Spielen 1984 in Los Angeles folgen. Nachdem die spanische Auswahl im Halbfinale das favorisierte Jugoslawien, mit Stars wie Dražen Petrović oder Dražen Dalipagić in ihren Reihen, mit 74:61 besiegt hatte, traf man im Endspiel auf das damals als nahezu unschlagbar geltende Heimteam der USA, mit Spielern wie Patrick Ewing, Michael Jordan, Chris Mullin, Alvin Robertson oder Sam Perkins. Die Gastgeber gewannen das Finale zwar mit 96:65, jedoch konnte die Silbermedaille der Spanier bei einem so wichtigen Turnier eine Basketballeuphorie im Land entfachen.
Auf diese Erfolge folgte jedoch ein sportlicher Abstieg. Zwar erreichten die Spanier bei der EM 1991 die Bronzemedaille und damit die vierte Podiumsplatzierung unter Trainer Díaz-Miguel, doch 1992 folgte bei den Olympischen Spielen im eigenen Land eine der größten Enttäuschungen der Basketballnationalmannschaften. Trotz Heimvorteil schied das Team bereits in der Vorrundengruppe als Gruppenletzter aus, konnte dabei lediglich einen knappen Sieg gegen Brasilien verbuchen und verlor alle anderen Begegnungen. In Erinnerung geblieben ist insbesondere ein blamables 63:83 im vorletzten Gruppenspiel gegen den klaren Außenseiter Angola. Letztlich erreichte man nur Platz neun und Nationaltrainer Antonio Díaz-Miguel erklärte, nach 27 Jahren im Amt, seinen Rücktritt.
Während seiner Zeit als Chefcoach der Spanier stellte Antonio Díaz-Miguel zahlreiche internationale Rekorde auf; er blieb 27 Jahre lang im Amt, führte seine Mannschaft in 431 Länderspielen an und nahm an sechs olympischen Turnieren teil (1968, 1972, 1980, 1984, 1988, 1992). Darüber hinaus bestritt er als Trainer von Spaniens Nationalteam vier Weltmeisterschafts- und 13 Europameisterschaftsendrunden.
Nach seiner Zeit als Nationaltrainer arbeitete er von 1993 bis 1994 als Coach vom italienischen Traditionsklub Pallacanestro Cantù. In der Saison 1996/97 trainierte er die Damenmannschaft Pool Getafe und führte diese zum Double aus Meistertitel und Pokalsieg, danach beendete er seine Laufbahn.
Antonio Díaz-Miguel, der während seiner aktiven Zeit häufig die Vereinigten Staaten bereiste, an zahlreichen Konferenzen zur Entwicklung und Verbreitung des Basketballsport teilnahm und ein freundschaftliches Verhältnis zu Größen wie Bobby Knight, Dean Smith, John Wooden oder Lou Carnesecca pflegte, wurde 1997 für seine Leistungen in Diensten der Sportart als erster Spanier in die Naismith Memorial Basketball Hall of Fame aufgenommen.
Am 21. Februar 2000 verstarb er in Madrid in Folge eines Krebsleidens. Im Jahr 2007 wurde er posthum als einer der ersten Trainer in die FIBA Hall of Fame aufgenommen.

## Erfolge und Ehrungen

### Spieler
Real Madrid
- Spanischer Meister (2): 1959/60, 1960/61
- Spanischer Pokal (2): 1960, 1961

Spanische Nationalmannschaft
- Mittelmeerspiele 1955: Gold
- Mittelmeerspiele 1959: Silber

### Trainer
Spanische Nationalmannschaft
- Basketball-Europameisterschaft 1991: Bronze
- Olympische Sommerspiele 1984: Silber
- Basketball-Europameisterschaft 1983: Silber
- Basketball-Europameisterschaft 1973: Silber

Pool Getafe
- Spanischer Meister: 1996/97
- Spanischer Pokal: 1996/97

Ehrungen
- Mitglied der Naismith Memorial Basketball Hall of Fame (Aufnahme 1997)
- Mitglied der FIBA Hall of Fame (Aufnahme 2007)